# 歓天喜地七仙女
『歓天喜地七仙女』（かんてんきち しちせんにょ）は、2005年に中国上海電視台で放送された連続テレビドラマ。全38話、日本では未放送。2010年には第二作「天地姻縁七仙女」の制作が発表され、同年1月から撮影が開始されている。

## 概要
- 中国の有名な古典民間伝説「天仙配」と「捜神記」を題材にし、虚構を織り交ぜた古代神話ドラマ。
- 江西電視台と北京優塞賽環球文化芸術有限責任公司が出資者となり、製作された。
- 撮影は、2004年7月中旬に江蘇省無錫市などで行われ、10月中旬に終了した。

## あらすじ
七仙女・紫児は天規を破り、勝手に人間界に舞い降り、董永と相思相愛になり結婚した。しかし、掃把星の告げ口により、母親であり、仙女を管轄する王母娘々に知られてしまう。王母娘々は天兵を派遣し、無理矢理七仙女を天界に連れ帰り、牢屋に閉じ込めてしまう。董永は兄貴分の魚日の助けも借りながら、七仙女を助け出すことに成功する。仙骨を奪われた七仙女は、人間として機織りをしながら、董永と一緒に暮らしてくこととなった。
七仙女の姉たちも、危険を冒しながらも七仙女を助けるため、たびたび人間界へ降臨していくうちに、さまざまな人間たちとの触れ合いによって、人間に対して好感を持ち始める。しかし、度重なる天規違反に王母娘々は厳しい処罰を下す。その時、500万年前から捕われていた大魔王・陰蝕王を拘束していた彩帯が真っ二つに割れ、逃げ出し、掃把星と連絡を取り、復讐計画をスタートさせようとしていた。陰蝕王の復讐計画はやがて、天庭の知ることになる。陰蝕王は天罡湖の湖底に隠れるが、天界から派遣された天兵らによって発見される。捕獲に成功するが、捕獲したのは掃把星が変装した陰蝕王だった。
天界から王母娘々が降臨し、七人の仙女たちも加わって大激闘を繰り広げた末、陰蝕王を打ち倒す。
7人の仙女たちもそれぞれ最愛の人間とめぐり合い、人間界には平和が戻った。

## 登場人物
- 太上老君: 六小齢童
- 王母娘々：潘虹

- 大仙女・紅児：劉洋
- 二仙女・橙児：母丹
- 三仙女・黄児：王晶
- 四仙女・緑児：蔣欣
- 五仙女・青児：楊蕊
- 六仙女・藍児：曹艶
- 七仙女・紫児：霍思燕

- 董永：鄭国霖
- 魚日：呉樾

## スタッフ
- 出品人：楊国鈞、黄曄明、肖崗、黄楓
- 総監修：楊松、劉明、伊珊
- プロデューサー：高徳欣、辜建剛、段未名、趙毅
- 総監督：徐文雁
- 監督：江天、陳詠歌
- 脚本：費穎麗、庸人、張瑩、劉毅、高志文